# Zwingelmolen (Aaigem)
De Zwingelmolen was een watermolen op de Hollebeek of Zwingelbeek, een zijbeek van de Molenbeek-Ter Erpenbeek in Aaigem, een dorp in de Belgische provincie Oost-Vlaanderen.

## Geschiedenis
De molen werd opgetrokken in 1816. Vroeger werd hij gebruikt als vlaszwingelmolen en later werd hij gebruikt als cichoreimolen. Het rad aan de molen werd verwijderd en het gebouw werd omgebouwd tot een woonhuis. De molen is niet beschermd noch geïnventariseerd.

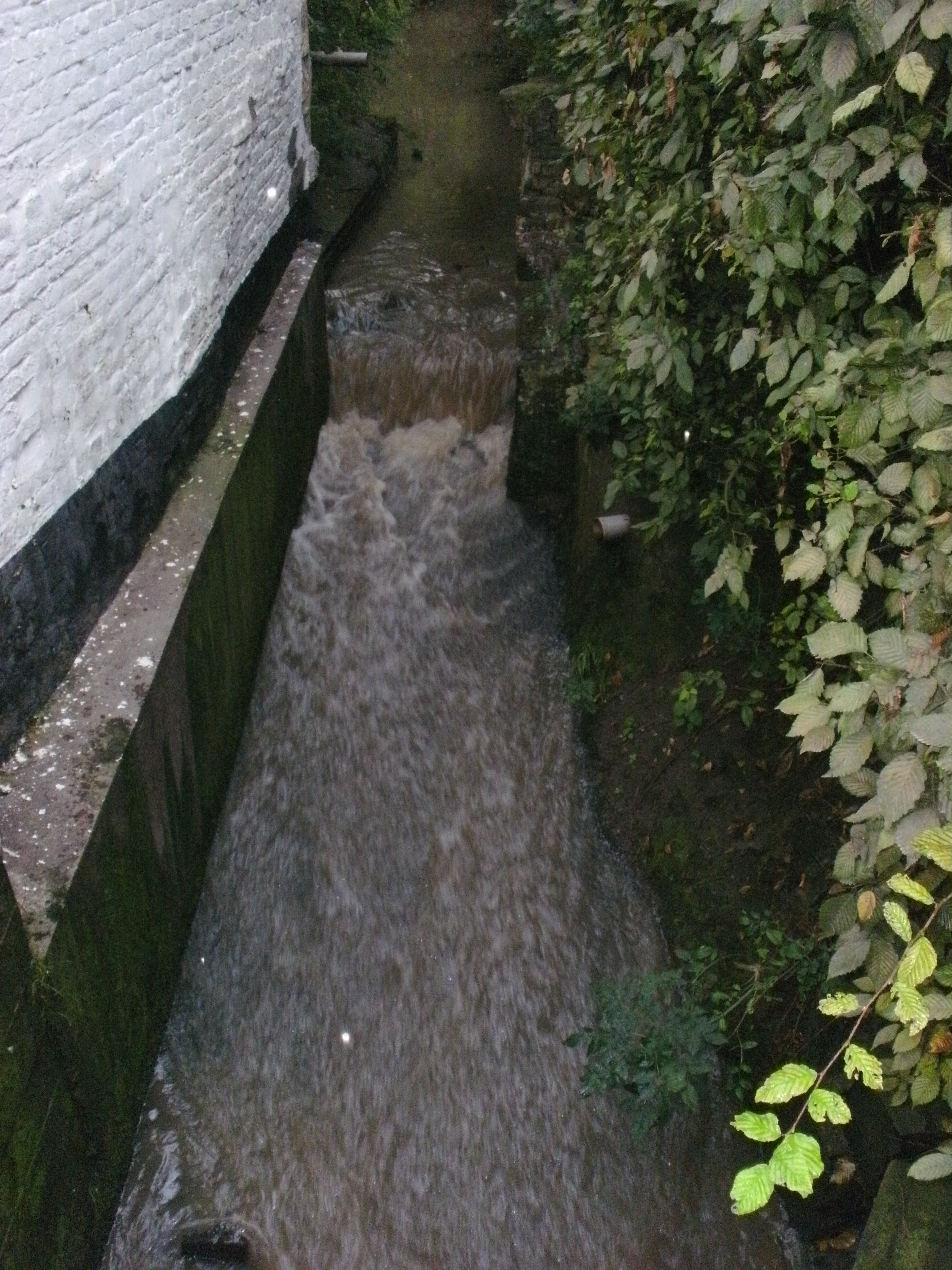
Plaats waar het waterrad was

Cottemmolen ·
De Graevesmolen ·
De Watermeulen ·
Egemmolen ·
Engelsmolen ·
Gotegemmolen ·
Kruiskoutermolen ·
Molen te Broeck ·
Molens Van Sande ·
Ratmolen ·
Van Der Biestmolen ·
Zwingelmolen